# 大石千引
大石 千引（おおいし ちびき、1770年4月7日（明和7年3月12日）- 1834年10月15日（天保5年9月13日））は、江戸時代後期の国学者、歌人である。幼名は貞見、字は道和。通称は伝兵衛等。号は星廬等がある。

## 経歴・人物
下野の鳥山藩士であった大石田隣の子として、江戸に生まれる。初めは家業として、銭湯を営んだ。後に父の後継として同藩士となるが、江戸幕府幕臣の歌人であった横瀬貞臣の門人となり、冷泉家の和歌を学んだ。その後は加藤千蔭の門人となり、国学も学ぶ。
この業績を活かし、多くの国学者の学説を批判したり、『今鏡』や『大鏡』や、『増鏡』、『栄花物語』といった古学の探究に専念し、また『万葉集』といった古典派歌学や文法の探究にも携わった。主な門人に天野政徳がいる。

## 主な著作物

### 主著
- 『日中行事略解』- 1820年（文政2年）成立。後醍醐天皇の『日中行事』の注釈書。
- 『言元梯』- 前編は1830年（文政13年）、後編は1834年（天保5年）にそれぞれ刊行。

### その他の著書
- 『野乃舎』- 1820年（文政3年）成立。随筆集及び歌集からなる。
- 『大鏡短観抄（大鏡系図）』